# Heidenreich von Brandenburg
Heidenreich von Brandenburg († 1291) war von 1287 bis 1291 Bischof von Brandenburg. Er gehörte dem Prämonstratenserorden an.

## Leben
Vor Weihe zum Bischof von Brandenburg war Heidenreich von Brandenburg Dompropst von Brandenburg. Er urkundete bereits am 23. Juni 1287 als Bischof von Brandenburg, daher müssen seine Wahl und die Weihe unmittelbar nach dem Tod seines Vorgängers Gebhard von Brandenburg am 11. April 1287 stattgefunden haben. Am Empfang von König Rudolf nahm er Mitte Dezember 1289 teil. Die letzte urkundliche Erwähnung ist auf den 26. Februar 1290 datiert. Sein Tod war wahrscheinlich Ende 1291. In einem päpstlichen Mandat an den Dompropst von Brandenburg vom 5. Januar 1292 findet die Vakanz des Bistums Brandenburg Erwähnung.

## Siegel
Im Siegelfeld des spitzovalen Siegels befindet sich der stehende Bischof. Die rechte Hand ist erhoben, und in der linken Hand hält er den Krummstab. Die Umschrift lautet: † HEIDERICVS DEI GRACIA BRANDBVRGENSIS EPS.

## Quelle
- Personendatenbank zur Germania Sacra, abgerufen am 3. Juli 2017.
- Germania-sacra, abgerufen am 3. Juli 2017.